# Jean Le Mercier
Jean Le Mercier († 7. Juli 1397) war Berater der französischen Könige Karl V. und Karl VI.
Er war von einfacher Herkunft und stammte mit Sicherheit aus Schottland. 1358 war er als Notar und Sekretär von König Karl V. einer dessen einflussreichsten Berater. Zahlreiche politische und diplomatische Aufgaben nahm er wahr, vor allem die mit finanziellem Hintergrund, Kredite des Papstes und der Städte betreffend. 1369 war er Kriegsschatzmeister. 1374 wurde er geadelt. 1378 organisierte er die Befestigung von Häfen und die Ausrüstung einer Flotte in der Normandie, und anschließend die Rückgabe des Besitzes des Königs von Navarra, Karl der Böse, in der Normandie.
Auch unter der Regierung der Herzöge (1380–1388) hatte er Vertrauensstellungen inne. 1382 war er Maître de l’Hôtel du roi und nahm an der Unterdrückung des Aufstands in Rouen teil (siehe auch: Maillotins). Weitere diplomatische Missionen führten ihn nach Flandern, Burgund und in die Bretagne. Nach der Volljährigkeit Karls VI. (1388) gehörte er zu den Marmousets, die das Land bis 1392 regierten, und war neben Bureau de la Rivière der mächtigste unter ihnen. Auch er war ein Pfründejäger um ihm einen standesgemäßen Lebensstandard zu ermöglichen. Deswegen angeklagt wurde er nach dem Ausbruch der Geisteskrankheit Karls VI. (1392) entlassen. Er wurde ebenso wie Bureau de la Rivière im Oktober 1392 verhaftet, verurteilt und enteignet, im Januar 1394 schließlich aus Frankreich verbannt.
| Personendaten    | Personendaten                                         |
| ---------------- | ----------------------------------------------------- |
| NAME             | Le Mercier, Jean                                      |
| KURZBESCHREIBUNG | Berater der französischen Könige Karl V. und Karl VI. |
| GEBURTSDATUM     | 14. Jahrhundert                                       |
| STERBEDATUM      | 7. Juli 1397                                          |